# Ebba Amfeldt
Ebba Viktoria Amfeldt Voeler f. Christoffersen (21. december 1902 i København – 2. juni 1974 på Frederiksberg) var en dansk skuespillerinde.
Hun debuterede allerede som barn i titelrollen i "Oliver Twist"

## Filmografi
- Jeg elsker en anden – 1946
- Farlig ungdom – 1953
- Himlen er blå – 1954
- Sukceskomponisten – 1954
- Vores lille by – 1954
- Mod og mandshjerte – 1955
- Over alle grænser – 1958
- Kærlighedens melodi – 1959
- Paw – 1959
- Frihedens pris – 1960
- Der brænder en ild – 1962
- Støvsugerbanden – 1963
- En ven i bolignøden – 1965
- Olsen-banden – 1968
- Man sku' være noget ved musikken – 1972
- På'en igen Amalie – 1973